# Анакоко (острів)

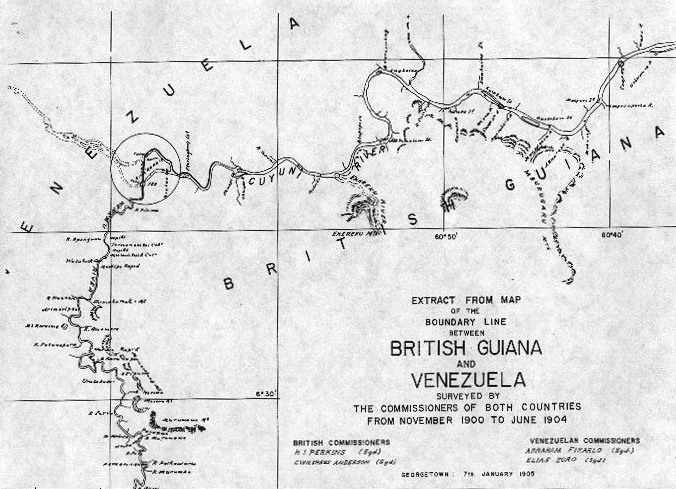
Карта розташування острова Анкоко 1905 року (обведений колом)

Острів Анакоко (ісп. Isla de Anacoco) — острів, розташований у місці злиття річок Куюні та Венаму, за координатами 6°43′ пн. ш. 61°8′ зх. д., на кордоні між Венесуелою та Гаяною.
Кордон острова Анкоко був остаточно визначений у 1905 році Британсько-венесуельською змішаною демаркаційною комісією відповідно до арбітражного рішення від 3 жовтня 1899 року. Однак у 20-му столітті уряд Венесуели офіційно намагався скасувати юридичні кордони й повернутися до колоніального кордону по річці Ессекібо, встановленого Іспанською імперією. У 1966 році, через п'ять місяців після здобуття Гаяною незалежності, венесуельські збройні сили перетнули кордон на острові Анкоко і відтоді окупували гаянську сторону острова, порушуючи мирний договір, встановлений Женевською угодою.
Статус острова регулюється Женевською угодою, яка була підписана Великою Британією, Венесуелою та Британською Гвіаною 17 лютого 1966 року. Цей договір передбачає, що сторони погоджуються знайти практичне, мирне і задовільне рішення прикордонної суперечки. Венесуела, яка претендує на острів Анкоко як на частину Гуаяна-Есекіба, створила військову базу на острові в 1966 році, що Гаяна вважає вторгненням і агресією на свою суверенну територію.
Через те, що переговори зайшли в глухий кут і прогрес у виконанні Женевської угоди відсутній, Генеральний секретар передав справу на розгляд Міжнародного суду ООН. 18 грудня 2020 року МС ООН прийняв справу, подану Гаяною, для врегулювання спору.

## Історія

### Венесуельська окупація
У лютому 1966 року уряди Венесуели, Великої Британії та Гаяни підписали Женевську угоду, спрямовану на вирішення територіальної суперечки навколо острова Ессекібо.
Через п'ять місяців після здобуття Гаяною незалежності від Великої Британії в жовтні 1966 року венесуельські війська розпочали окупацію острова Анкоко. Венесуельські війська швидко побудували військові об'єкти та злітно-посадкову смугу.
Згодом, вранці 14 жовтня 1966 року, Форбс Бернем, як прем'єр-міністр і міністр закордонних справ Гаяни, направив протест міністру закордонних справ Венесуели Ігнасіо Ірібаррену Борхесу, вимагаючи негайного виведення венесуельських військ і ліквідації встановлених ними об'єктів.У відповідь венесуельський міністр Ігнасіо Ірібаррен Борхес заявив, що "уряд Венесуели відкидає вищезгаданий протест, оскільки острів Анакоко є венесуельською територією в повному обсязі, і Республіка Венесуела завжди володіла ним". Острів залишається під венесуельською адміністрацією, на ньому діють венесуельський аеропорт і військова база. 

### Новітня історія
Під час президентської кризи у Венесуелі тимчасовий президент Хуан Гуайдо та Національна Асамблея Венесуели відновили територіальні суперечки з Гаяною щодо суверенітету острова. Зокрема, коли депутати Національної асамблеї відвідали острів «як акт ратифікації венесуельського суверенітету над цією територією».
На тлі загострення кризи з початку 2024 року Венесуела почала зведення на острові авіабази, розширення вже наявної військової бази, та будівництво моста та вузькоколійної залізниці через річку Куюні

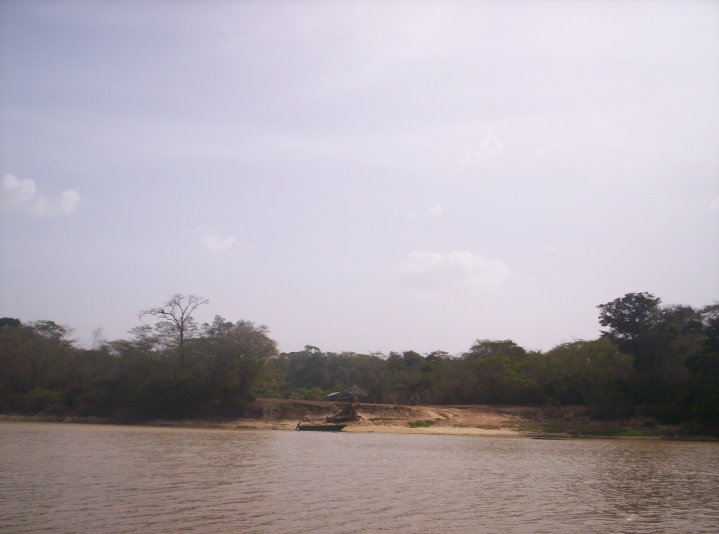
Каньйо "Бразо Негро", що витікає з головного річища річки Куюні на північ і утворює острів Анакоко (на задньому плані)
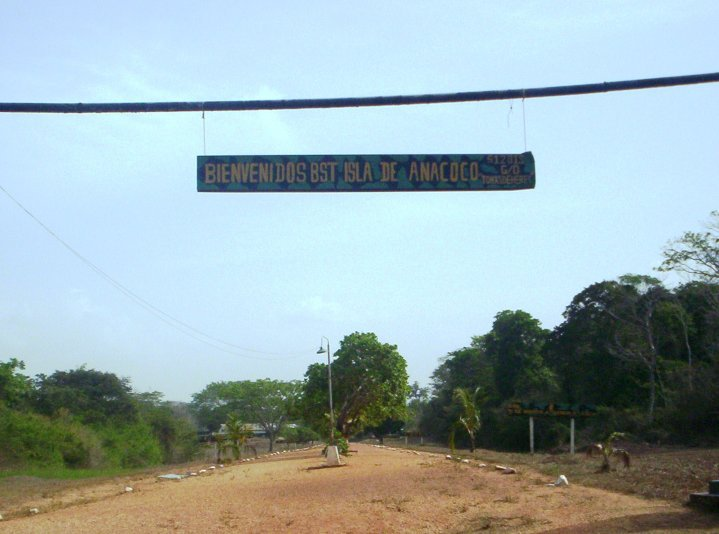
В'їзд на військовий пост венесуельської армії на острові Анакоко через Каньо "Бразо Негро"
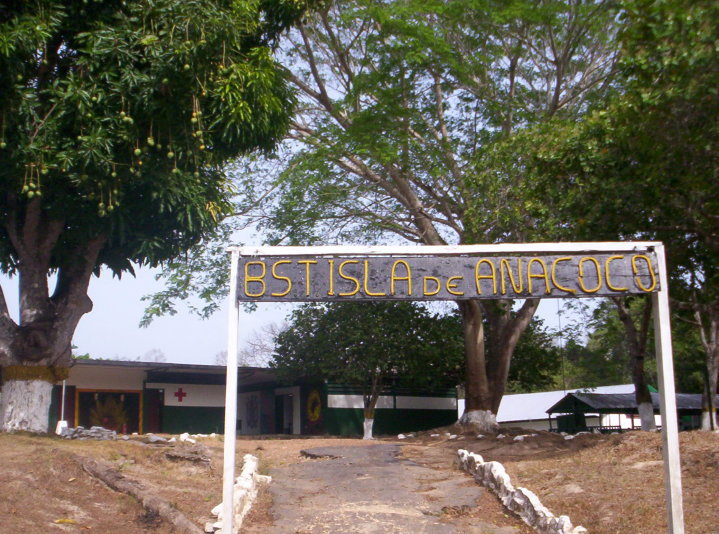
Венесуельський військовий пост на острові Анакоко.